# 山中潔
山中 潔（やまなか きよし、1961年10月29日 - ）は、大阪府堺市出身の元プロ野球選手（捕手）・コーチ。
弟の山中優は政治学者。

## 来歴・人物
PL学園高では、2年次の1978年に夏の甲子園で控え捕手ながら優勝を経験。3年次の1979年には春の選抜で、中西康智（近大）とバッテリーを組み正捕手として出場するが、準決勝でエース石井毅を擁する箕島高に延長10回サヨナラ負け。同年夏の甲子園府予選でも決勝に進出するが、浪商の牛島和彦、香川伸行のバッテリーに抑えられ敗退、甲子園出場を逸する。高校同期に小早川毅彦、阿部慶二、山崎剛がいた。
同年のドラフト4位で広島東洋カープから指名され、1980年に入団。
1981年から一軍出場を果たす。
1984年には64試合に出場。
1985年には開幕から達川光男に代わって起用され、52試合に先発マスクを被り、プロ初本塁打を記録。
1986年からは古葉竹識に代わって阿南準郎監督が就任して再びベンチを温めることが多くなった。日本シリーズでは、1984年に2試合、1986年にも1試合で途中出場している。
1988年オフに山田勉とのトレードで福岡ダイエーホークスへ移籍。
1989年にチームの捕手では2番目に多い45試合に出場する。
1990年の開幕直前に斉藤学とのトレードで中日ドラゴンズへ移籍し、正捕手の中村武志に次ぐ2番手捕手の座を獲得すると、シュアなバッティングで中村の座を脅かした。
1991年オフに五十嵐明とのトレードで日本ハムファイターズへ移籍し、日本ハムでも正捕手の田村藤夫に次ぐ2番手捕手の座を獲得する。
1994年オフに球団から戦力外通告を受ける。同年に千葉ロッテマリーンズのテストを受け合格し、ロッテではボビー・バレンタイン監督に相手投手が右投手の時に積極的に登用された。
1995年はチームの捕手としては2番目に多い61試合に出場し、ロッテの2位躍進に貢献する。
1996年オフに現役を引退。
引退後はロッテで二軍バッテリーコーチ補佐（1997年）→二軍バッテリーコーチ（1998年 - 2001年）→一軍ブルペンコーチ（2002年）、日本ハムで一軍ブルペン担当コーチ（2003年）・一軍バッテリーコーチ（2004年, 2006年）・二軍バッテリーコーチ（2005年, 2007年 - 2009年）を務めた。ロッテコーチ1期目には後に正捕手となる里崎智也を育て上げ、里崎は「あの人がいなかったら、僕はやめてますね」、「山中さんとの出会いがなかったら、16年も現役でいられることはなかったと思います」と語っている。また、橋本将も「山中さんと出会わなければ、僕はここまで野球は続けられなかった。とっくの昔に辞めていたと思う」と語っている。山中が日頃から口にしていたのは「コーチが育てるんじゃない。選手が育つのを待っているだけ」という言葉であったが、一方でそのために様々な引き出しを与えていた。日本ハムコーチ1期目の2006年にはリーグ優勝・日本一に貢献し、一軍昇格後の鶴岡慎也に捕手としての立ち振舞いを教え、主力へ引き上げた。日本ハムコーチ時代の山中の元へある日、ロッテのコーチが変わって戸惑っていた里崎から電話が入り、山中は「今のコーチの言う事を聞くべきか」と相談されたが「言われたことを蔑ろにして切られるのもキツイし、今までやって上手くいっていたことを捨てるのもキツイから、どっちを選ぶのも正解」と助言し、結果里崎は当時のロッテのコーチの技術指導に従わないことを決めた。
2010年には再びロッテに戻り、一軍バッテリーコーチとしてロッテの日本一に貢献。その後、2011年は一軍ブルペンコーチ、2012年は一軍バッテリーコーチ、2013年は二軍バッテリーコーチを務め、10月22日に翌年の契約を結ばないことが発表された。
2014年は韓国プロ野球・高陽ワンダーズのバッテリーコーチを務めた。
2015年は古葉が監督を務める東京国際大学助監督に就任。2016年からは古葉の勇退に伴い監督に昇格し、2018年限りで退任した。
2019年はノースアジア大学監督。ノースアジア大学では東京の自宅に家族を残し、広島時代以来となる寮生活で学生と寝食を共にしたほか、風呂にも一緒に入ってコミュニケーションをとった。
2020年からは日本ハムに復帰し、二軍育成コーチを担当。2021年からは二軍バッテリーコーチを務めた。2022年7月23日のロッテ戦（札幌ドーム）では、一軍バッテリーコーチの山田勝彦の新型コロナウイルス陽性判定を受けて、代わって一軍に合流し、三塁側ベンチに腰掛けたまま真剣な表情で「きつねダンス」を披露した。2024年からは二軍の捕手インストラクターを務め、2025年はファームスタッフ管理担当も兼任する。

## 詳細情報

### 年度別打撃成績
| 年 度      | 球 団      | 試 合 | 打 席 | 打 数 | 得 点 | 安 打 | 二 塁 打 | 三 塁 打 | 本 塁 打 | 塁 打 | 打 点 | 盗 塁 | 盗 塁 死 | 犠 打 | 犠 飛 | 四 球 | 敬 遠 | 死 球 | 三 振 | 併 殺 打 | 打 率 | 出 塁 率 | 長 打 率 | O P S |
| ---------- | ---------- | ----- | ----- | ----- | ----- | ----- | -------- | -------- | -------- | ----- | ----- | ----- | -------- | ----- | ----- | ----- | ----- | ----- | ----- | -------- | ----- | -------- | -------- | ----- |
| 1981       | 広島       | 1     | 1     | 1     | 0     | 0     | 0        | 0        | 0        | 0     | 0     | 0     | 0        | 0     | 0     | 0     | 0     | 0     | 0     | 0        | .000  | .000     | .000     | .000  |
| 1983       | 広島       | 7     | 16    | 15    | 0     | 3     | 0        | 0        | 0        | 3     | 0     | 0     | 0        | 0     | 0     | 1     | 0     | 0     | 1     | 0        | .200  | .250     | .200     | .450  |
| 1984       | 広島       | 64    | 89    | 80    | 2     | 14    | 2        | 0        | 0        | 16    | 8     | 0     | 0        | 2     | 1     | 3     | 0     | 3     | 14    | 2        | .175  | .230     | .200     | .430  |
| 1985       | 広島       | 90    | 202   | 181   | 21    | 50    | 4        | 0        | 6        | 72    | 22    | 2     | 1        | 4     | 0     | 12    | 3     | 5     | 18    | 2        | .276  | .338     | .398     | .736  |
| 1986       | 広島       | 26    | 32    | 31    | 2     | 4     | 1        | 0        | 0        | 5     | 1     | 0     | 0        | 0     | 0     | 0     | 0     | 1     | 9     | 0        | .129  | .156     | .161     | .318  |
| 1987       | 広島       | 32    | 30    | 27    | 1     | 8     | 2        | 0        | 0        | 10    | 3     | 0     | 0        | 1     | 1     | 1     | 0     | 0     | 3     | 2        | .296  | .310     | .370     | .681  |
| 1988       | 広島       | 28    | 41    | 38    | 1     | 10    | 2        | 0        | 0        | 12    | 1     | 0     | 0        | 0     | 0     | 2     | 1     | 1     | 4     | 0        | .263  | .317     | .316     | .633  |
| 1989       | ダイエー   | 45    | 85    | 78    | 9     | 20    | 3        | 0        | 3        | 32    | 6     | 0     | 0        | 1     | 0     | 6     | 0     | 0     | 12    | 2        | .256  | .310     | .410     | .720  |
| 1990       | 中日       | 66    | 167   | 144   | 13    | 39    | 9        | 0        | 2        | 54    | 22    | 1     | 4        | 1     | 2     | 16    | 6     | 4     | 14    | 6        | .271  | .355     | .375     | .730  |
| 1991       | 中日       | 31    | 75    | 67    | 5     | 11    | 1        | 0        | 1        | 15    | 2     | 0     | 1        | 3     | 0     | 4     | 1     | 1     | 7     | 2        | .164  | .222     | .224     | .446  |
| 1992       | 日本ハム   | 37    | 72    | 64    | 7     | 14    | 4        | 0        | 0        | 18    | 4     | 0     | 0        | 6     | 0     | 2     | 0     | 0     | 12    | 0        | .219  | .242     | .281     | .524  |
| 1993       | 日本ハム   | 23    | 18    | 18    | 1     | 1     | 0        | 0        | 0        | 1     | 0     | 0     | 0        | 0     | 0     | 0     | 0     | 0     | 4     | 0        | .056  | .056     | .056     | .111  |
| 1994       | 日本ハム   | 27    | 41    | 38    | 2     | 6     | 1        | 0        | 1        | 10    | 2     | 0     | 0        | 1     | 1     | 1     | 0     | 0     | 7     | 1        | .158  | .175     | .263     | .438  |
| 1995       | ロッテ     | 61    | 103   | 93    | 6     | 17    | 1        | 1        | 0        | 20    | 3     | 1     | 1        | 6     | 0     | 4     | 0     | 0     | 19    | 1        | .183  | .216     | .215     | .432  |
| 1996       | ロッテ     | 12    | 5     | 5     | 0     | 0     | 0        | 0        | 0        | 0     | 0     | 0     | 0        | 0     | 0     | 0     | 0     | 0     | 2     | 0        | .000  | .000     | .000     | .000  |
| 通算：15年 | 通算：15年 | 550   | 977   | 880   | 70    | 197   | 30       | 1        | 13       | 268   | 74    | 4     | 7        | 25    | 5     | 52    | 11    | 15    | 126   | 18       | .224  | .277     | .305     | .582  |

### 年度別守備成績
| 年度 | 試合 | 企図数 | 許盗塁 | 盗塁刺 | 阻止率 |
| ---- | ---- | ------ | ------ | ------ | ------ |
| 1983 | 6    | 6      | 5      | 1      | .167   |
| 1984 | 56   | 19     | 14     | 5      | .263   |
| 1985 | 84   | 48     | 30     | 18     | .375   |
| 1986 | 15   | 6      | 5      | 1      | .167   |
| 1987 | 18   | 3      | 2      | 1      | .333   |
| 1988 | 19   | 8      | 4      | 4      | .500   |
| 1989 | 34   | 37     | 29     | 8      | .216   |
| 1990 | 59   | 36     | 22     | 14     | .389   |
| 1991 | 25   | 16     | 10     | 6      | .375   |
| 1992 | 31   | 35     | 25     | 10     | .286   |
| 1993 | 22   | 14     | 11     | 3      | .214   |
| 1994 | 24   | 11     | 9      | 2      | .182   |
| 1995 | 60   | 38     | 30     | 8      | .211   |
| 1996 | 11   | 3      | 3      | 0      | .000   |
| 通算 | 464  | 280    | 199    | 81     | .289   |

### 記録
初記録
- 初出場：1981年8月8日、対読売ジャイアンツ20回戦（後楽園球場）、9回表に萩原康弘の代打として出場
- 初安打：1983年4月12日、対阪神タイガース1回戦（広島市民球場）、8回裏に伊藤宏光から
- 初先発出場：1983年4月20日、対読売ジャイアンツ1回戦（平和台球場）、8番・捕手として先発出場
- 初打点：1984年5月13日、対ヤクルトスワローズ8回戦（長崎市営大橋球場）、5回表に鳥原公二から押し出し四球
- 初本塁打：1985年4月14日、対阪神タイガース2回戦（広島市民球場）、9回裏にリッチ・ゲイルから2ラン

### 背番号
- 41（1980年 - 1988年）
- 27（1989年）
- 43（1990年 - 1991年）
- 40（1992年 - 1994年）
- 64（1995年）
- 45（1996年）
- 73（1997年 - 2002年）
- 71（2003年 - 2009年）
- 74（2010年 - 2014年）
- 75（2020年 - 2023年）